# ISO/IEC/IEEE 29119 Software Testing
 ISO/IEC/IEEE 29119 Software Testing är en serie av fem ISO-standarder. De första delarna publicerades i september 2013 och riktar sig till alla företag som utför programvarutestning.

## Standarderna
- 29.119-1: Begrepp och Definitioner (Concepts & Definitions)
- 29.119-2: Testprocesser (Test Processes)
- 29.119-3: Testdokumentation (Test Documentation)
- 29.119-4: Testtekniker (Test Techniques)
- (Utkast) 29.119-5: Keyword Driven Testing (Keyword Driven Testing)

## Kritik mot standarderna
Det finns ett betydande motstånd från både individuella mjukvarutestare och organisationer mot standardisering av mjukvarutestning. Den ideella organisationen International Society for Software Testing  motsätter sig denna standard då de anser att den inte tillför mjukvarutestning någon nytta utan snarare är ett hån mot en professionell yrkesgrupp. Oppositionen pekar också på att arbetsgruppen som har utvecklat standarden bara utgör ett litet urval och därför inte är representativ för yrkesgruppen. Ett annat påstående är att standarden huvudsakligen koncentrerar sig på tungrodda processer och dokumentation och verkar till synes inte möjlig att tillämpa vid agil systemutveckling.